# Arenys de Mar
Arenys de Mar – to gmina i miasto w Katalonii, w prowincji Barcelona, w comarce Maresme, w Hiszpanii.
Powierzchnia gminy wynosi 6,87 km². Zgodnie z danymi INE, w 2005 roku liczba ludności wynosiła 13.860, a gęstość zaludnienia 2.017,5 osoby/km². Wysokość bezwzględna gminy równa jest 10 metrów. Współrzędne geograficzne gminy to 41°34'55"N, 2°33'1"E. Kod pocztowy do gminy to 08350.
| 1991  | 1996  | 2001  | 2004  | 2007  |
| ----- | ----- | ----- | ----- | ----- |
| 11039 | 11827 | 12835 | 13428 | 14164 |

## Linki zewnętrzne

Położenie na mapie comarki Maresme.